# Sebastian Karlsson
Sebastian Karlsson (Morgongåva, 2 januari 1985) is een Zweedse zanger en artiest die in eigen land bekendheid verwierf door zijn deelname aan de Zweedse versie van Idool 2005, waarin hij als tweede eindigde na Agness Carlsson. Gedurende het hele Idool-parcours scoorde hij vooral met nummers van artiesten als The Rolling Stones, Aerosmith, U2, David Bowie en Bruce Springsteen. Ook de eigen nummers die later zouden uitkomen, zouden van hetzelfde (lichtere) rockgenre zijn.

## Biografie
Zijn eerste single, verschenen in februari 2006 en getiteld Do What You're Told, kwam binnen op 1 in de Zweedse charts, bleef daar gedurende 4 weken hangen en zou nadien nog 26 weken genoteerd blijven. Ondertussen werd ook al een tweede single uitgebracht, getiteld Indifferent, echter met veel beperkter succes. Zijn debuutalbum Sebastian, dat begin maart 2006 uitkwam en geproduceerd werd door Peter Kvint (die eerder al samenwerkte met Britney Spears en Andreas Johnson), bevatte buiten enkele nieuwe nummers ook covers van Life on Mars? van David Bowie en Start Me Up van The Rolling Stones. Het album Sebastian haalde een nummer 1-plaats en goud binnen.
In de zomer van 2006 was Karlsson mede-host van het populaire Zweedse muziekprogramma Allsång på Skansen, een muziekshow die al vanaf 1935 in de stad Skansen wordt georganiseerd en waarbij het massaal toegestroomde publiek (toch wel steeds tussen de 10.000 en de 15.000) meezingt met de muzikale gasten. De show wordt ook uitgezonden op televisie en trekt wekelijks zo'n twee miljoen kijkers.
In december 2006 werd de derde single gelanceerd, getiteld Words and Violence. Deze bleef in totaal 8 weken in de Zweedse charts met als hoogste positie een derde plaats.
Eind 2006 verkreeg Karlsson de Rockbjörn voor beste nieuwkomer, een populaire muziekprijs uitgereikt door de grootste Scandinavische krant/tabloid, Aftonbladet.
In 2007 deed Karlsson een gooi naar het Eurovisiesongfestival door met When The Night Comes Falling mee te doen aan Melodifestivalen, het grootste Zweedse muziekprogramma, dat vergelijkbaar is met de Vlaamse Eurosong-voorrondes. Finland zou hij uiteindelijk niet halen, de finale wel. Hij bleef daar echter op de achtste plaats steken. Niettemin werd When The Night Comes Falling een grote radiohit, goed voor een tweede plaats in de Zweedse hitlijsten en 14 weken notering. Ook het nieuwe album The Vintage Virgin geraakte zo aan een gouden plaat.

## Discografie

### Singles
- Do What You're Told (2006)
- Indifferent (2006)
- Words And Violence (2006)
- When The Night Comes Falling (2007)

### Albums
- Sebastian (2006)
- The Vintage Virgin (2007)